# Odplata (film)
Odplata (v originále Payback) je americký neo-noirový akční thriller z roku 1999, který napsal a režíroval Brian Helgeland ve svém režijním debutu a ve kterém hrají Mel Gibson, Gregg Henry, Maria Bello, Lucy Liu, Deborah Kara Unger, David Paymer a James Coburn. Film je natočen podle románu The Hunter od Donalda E. Westlakea, který používá pseudonym Richard Stark a který byl již dříve adaptován do filmu Bez okolků z roku 1967.
Během postprodukce byl Helgeland Gibsonem a producenty odstraněn a podstatné části filmu byly přepsány a natočeny znovu, včetně jiného třetího dějství a nového padoucha, kterého hrál Kris Kristofferson. Tato verze filmu byla vydána společností Paramount Pictures 5. února 1999 a získala smíšené hodnocení kritiků.
V roce 2006 Helgeland vydal režisérský sestřih s názvem Payback: Straight Up. Ten se od verze vydané studiem podstatně liší. Tato nová verze se setkala s pozitivnějším přijetím a je obecně považována za lepší než kinoverze.

## Děj
Porter, zločinec a bývalý mariňák, přežije střelné zranění poté, co ho kvůli 70 000 dolarům zradí jeho partner Val Resnick. Po měsících léčení se Porter pustí do drobných podvodů, aby si obstaral peníze, oblek a revolver. Předtím s Valem okradli čínskou triádu o 140 000 dolarů, ale Val ho zradil, přesvědčil jeho ženu Lynn, že Porter má poměr s prostitutkou Rosie, a navedl ji, aby ho zastřelila. Val si vzal peníze a zaplatil dluh organizaci zvané "Syndikát".
Porter konfrontuje Lynn, která se zhroutila a propadla heroinu. Když se jí ráno pokusí pomoci, najde ji mrtvou. Sleduje jejího dealera, dostane se na stopu Valovi a zjišťuje, že Val je chráněný vyšším členem Syndikátu jménem Carter. Spojí se s Rosie, přepadne Vala a požaduje svých 70 000. Val mezitím pošle dominu Pearl, aby obvinila Portera u triády, a najme dva zkorumpované detektivy.
Když Val napadne Rosie, Porter ho postřelí. Od něj se dozví jména vyšších bossů – Cartera a Fairfaxe. Carter se pokusí Portera zlikvidovat bombou, ale ten se zachrání a zabije jeho muže. Nakonec se dostane k samotnému Carterovi, kterého zabije, když mu odmítne zaplatit. Pomocí podvržených důkazů Porter nasměruje policii na dva zkorumpované detektivy.
Aby získal zpět své peníze, unese Porter syna hlavy Syndikátu, Bronsona. Ten svolá všechny síly, ale Porter odpálí bombu ve svém bytě, kde se Bronson i Fairfax právě nacházejí – a zabije je. Na konci Porter s Rosie mizí za novým životem – „na snídani do Kanady“.

## Obsazení
- Mel Gibson jako Porter
- Gregg Henry jako Val Resnick
- Maria Bello jako Rosie
- Lucy Liu jako Pearl (v titulcích jako 'Lucy Alexis Liu')
- Deborah Kara Unger jako Lynn Porterová
- David Paymer jako Arthur Stegman
- Bill Duke jako detektiv Hicks
- Jack Conley jako detektiv Leary
- John Glover jako Phil
- William Devane jako Carter
- James Coburn jako Justin Fairfax
- Kris Kristofferson jako Bronson
- Trevor St. John jako Johnny Bronson
- Katrina Phillips jako Teller
- Freddy Rodriguez jako sluha
- Manu Tupou jako zastavárník